# Fulakaha
Fulakaha – gaun wikas samiti w środkowej części Nepalu w strefie Dźanakpur w dystrykcie Mahottari. Według nepalskiego spisu powszechnego z 2001 roku liczył on 1034 gospodarstw domowych i 5927 mieszkańców (2872 kobiet i 3055 mężczyzn).